# Tobias Schnitter
Tobias Schnitter (* 8. September 1545; † 25. März 1607) war von 1599 bis 1605 Richter und im Jahr 1606 Bürgermeister in Görlitz.

## Leben
Der Sohn von Onophrius Schneider aus dem Adelsgeschlecht Schnitter studierte ab 1562 in Leipzig und ab 1568 in Wittenberg. Nach Görlitz zurückgekehrt heiratete er am 21. Juni 1574 die junge verwitwete Tochter Barbara des Kupferschmieds Franz Elfmark (verw. Göritz; † 16. Juni 1621). Im gleichen Jahr schloss er sich auch der Schützengilde an. Nach 27 Jahren Ehe, in denen ihm sieben Kinder geboren wurden, wurde er 1591 Ratsherr, 1595 Schöffe, ab 1599 schließlich Richter und 1606 Bürgermeister von Görlitz. Während seiner Zeit im Rat wurden ihm zwei weitere Kinder geboren.
Sein Tagebuch aus seinen frühen Jahren als Richter ist im Ratsarchiv erhalten.

## Besitztümer
Schnitter erbte durch seine Heirat mit Barbara Elfmark ein Vorwerk auf der Kummerau, das er zum Jahresende 1574 an Elias Mauermann verkaufte. 1586 erbte er durch seinen Vater Haus und Brauhof in der Krischelgasse (Fischmarkt 15). 1587 erwarb er von der Witwe Friedrichs von Tieffenbruch einen Anteil von Leopoldshain. Schnitter besaß Wiesen unterm Weinberg und zu Deutsch-Ossig, einen Garten auf der Kahle und eine Scheune vor dem Frauentore. Im Jahr 1588 verkaufte er einen Teil von Deutsch-Ossig an Alexander Schnitter.

## Kinder
- Anna (* 1575); ⚭ Anton Böhmer, Bürgermeister in Bautzen; † 26. Mai 1643
- Tobias (starb 1599 auf Jünglingswanderschaft)
- Severin (* 29. Januar 1580); ⚭¹ Elisabeth Bayer, verw. Ritter, 6 Kinder, † 27. März 1628; ⚭² Rosina Granz, ᛉ 4 Kinder, † 1680. † 1638
- Gottfried (* 1581); Stadtwachtmeister; ⚭¹ Martha Mühl, verw. Wiedemann, † 26. November 1623; ⚭² Katharina Berger, verw. Pluritzsch, 2 Kinder, † 26. Februar 1633. † 24. Juni 1645
- Susanna (* 1584); ⚭ Wiegand Möller von Möllerstein, Görlitzer Bürgermeister; 12 Kinder, darunter der Görlitzer Bürgermeister Christian Möller von Möllerstein. † 18. Mai 1654
- Elisabeth (⚭ 16. Juni 1603: Peter Johne)
- Ehrenfried (* 14. September 1589; † 13. Juli 1590)
- Ehrenfried (* 17. Juni 1592); ⚭ Barbara Wendler, * 3. April 1595; † 1663. Tochter Anna Maria; * 15. Februar 1615; ⚭ Karl Schüttenhofer, Soldat im Dreißigjährigen Krieg, † 16. April 1642; † 25. September 1639. † 9. Oktober 1637
- Barbara (⚭ Gotthard Hellwig, * 1601; † 1662; 2 Töchter, die 1649 verstarben. † 1648.)